# Александар Карељин
Александар Александрович Карељин (рус. Александр Александрович Карелин; Новосибирск, 19. септембар 1967) је некадашњи руски рвач грчко-римским стилом.
Један од најбољих рвача свих времена. У својој каријери забележио је преко 800 победа и само два пораза. Освајач је три златне и једне сребрне олимпијске медаље. Проглашен је за хероја Руске Федерације. Због своје ћуди и велике снаге добијао је многе надимке попут: Руски медвед, Александар велики и Експеримент. Ипак он је своју надљудску снагу објашњавао просто: „Моји противници... Они не разумеју. Ја сам свакога дана тренирао као што они никад нису тренирали у животу”.

## Биографија
Рођен је у Новосибирску и на рођењу тежио је невероватних 6,8 kg. Детињство је провео у Сибиру где је волео да се скија а бавио се ловом и веслањем. Његов отац који је иначе био камионџија храбрио га је да се бави спортом. Први пут се почео бавити рвањем са тринаест година, и од тага постаје саставни део његовог живота.

### Рвачка каријера
Врло брзо је напредовао у рвању и заслужио да буде део Совјетске репрезентације у млађим категоријама. 1985. и 1987. године је био јуниорски првак Света, а 1986. године јуниорски првак Европе. Већ наредне године на Олимпијским играма и Сеулу долази до свог првог Олимпијског злата и од тада суверено влада светским рвањем у супертешкој категорији пуних 13 година. Током своје каријере освојио је укупно три Олимпијска злата и једно сребро, 9 пута је био светски и 12 пута европски првак. Његов укупан скор од 887 победа и само два пораза и данас делује нестварно. Његова серија је прекинута на Олимпијским играма у Сиднеју 2000. године, када га побеђује амерички рвач Рулон Гарднер али и тада на поене и пошто је Александар био теже повређен.
Са висином од 190 цм и 130 kg тежине, деловао је веома јако на партеру. ипак није само то основ његовог успеха већ и техника којом је владао. Он је до савршенства развио касније названо „Карељиново бацање”. Противнике би дизао од партера и снажно их бацао преко рамена на струњачу.

### Резултати по годинама
| Год  | Олимпијске игре | Првенство света | Првенство Европе | Првенство СССР / Русије |
| ---- | --------------- | --------------- | ---------------- | ----------------------- |
| 1987 |                 |                 | 1                | 2                       |
| 1988 | 1               |                 | 1                | 1                       |
| 1989 |                 | 1               | 1                | 1                       |
| 1990 |                 | 1               | 1                | 1                       |
| 1991 |                 | 1               | 1                | 1                       |
| 1992 | 1               |                 |                  | 1                       |
| 1993 |                 | 1               | 1                | 1                       |
| 1994 |                 | 1               | 1                |                         |
| 1995 |                 | 1               | 1                |                         |
| 1996 | 1               |                 | 1                |                         |
| 1997 |                 | 1               |                  | 1                       |
| 1998 |                 | 1               | 1                |                         |
| 1999 |                 | 1               | 1                |                         |
| 2000 | 2               |                 | 1                | 1                       |

### Након рвања
Одмах по окончању рвачке каријере на позив председника Владимира Путина започео је политичку каријеру у странци Јединствене Русије. Од тада је посланик у Руској Думи. Наставио је са школовањем па је убрзо и докторирао на сибирској Академији за физичку културу.

## Остало
У избору Међународне рвачке федерације изабран је за најбољег рвача 20 века. Због огромног доприноса овом спорту одликован је Орденом Хероја Русије. Био је промотер Европског првенства у рвању које се одржавало у Београду 2012. године.
Ожењен је и има ћерку и два сина.